# Charles Bally
Charles Bally (født 4. februar 1865 i Genève, død 10. april 1947 i Genève) var en schweizisk lingvist. Han havde Ferdinand de Saussure som lærermester. Charles Ballys mest signifikante værk var udgivelsen af Cours de linguistique générale, som var baseret på en samling noter fra Saussures undervisning. Charles Bally bidrog til sprogvidenskaben, og han betragtes i dag som grundlægger til sproglige teorier om stil, og er anerkendt for sine teorier om fraseologi.

## Karriere
Charles Bally studerede klassisk sprog og litteratur i Genève fra fra 1883 til 1885, og fortsatte sine studier i Berlin fra 1886 til 1889, hvor han blev tildelt en ph.d. Efter sine studier arbejdede han som en privatlærer for den kongelige familie i Grækenland fra 1889 til 1893. Herefter tog han tilbage til Genève og underviste på en handelshøjskole fra 1893 til 1913 og senere ved et gymnasium fra 1913 til 1939. Han forelæste ved Université de Genève fra 1893 til 1913, og fra 1913 til 1939 var han professor i alment sprog og komparative indoeuropæiske sprog; et professorat, som han overtog fra Ferdinand de Saussure.
Charles Bally udgav flere værker om det grammatiske subjekt i det franske sprog, og han skrev om krisen i fransk sprog og sprogundervisning. 